# Рудольф Хундсторфер
Рудольф Гундсторфер (нім. Rudolf Hundstorfer; 19 вересня 1951, Відень — 20 серпня 2019) — австрійський політик, урядовець, профспілковий активіст, в 2008—2016 роках міністр соціальної політики, кандидат на президентських виборах.

## Біографія
Після закінчення середньої школи в 1966 році вчився чиновницької діяльності у Відні. У 1976 році склав іспит на атестат зрілості заочно. З 1969 року працював клерком, в 1975 року був штатним профспілковим активістом в Союзі муніципальних службовців (Об'єднання профспілкових діячів, представників культури, спорту, засобів масової інформації та професії). Очолював регіональні структури організації у Відні, а в 2003—2007 роках очолював відносини національних структур. У той же час працював в штаб-квартирі Асоціації Австрійських профспілок, був віце-президентом у 2003—2006 роках, виконавчий директор (2006—2007) і голова (2007—2008).
Також брав участь у політичній діяльності Соціал-демократичної партії Австрії.З 1990 по 2007 рік був радником міста Відня, в 1995 році був першим заступником голови міської ради у Відні.
2 грудня 2008 року був призначений на посаду міністра соціальної політики і справ споживачів у першому уряді В.Файманом. З 1 грудня 2009 року зайняв посаду міністра праці. На парламентських виборах 2013 року отримав мандат члена Національної ради XXV скликання. 16 грудня 2013 року ввійшов у склад другого уряду на ту ж саму посаду. Строк повноважень закінчився 26 січня 2016 року. У тому ж місяці він був оголошений кандидатом від соціал-демократів на президентських виборах. Гундсторфер програв у першому турі виборів 24 квітня 2016 року, набравши близько 11 % голосів.